# جيف نيلسون (لاعب كرة قاعدة)
جيف نيلسون (بالإنجليزية: Jeff Nelson)‏ هو لاعب كرة قاعدة أمريكي، ولد في 17 نوفمبر 1966 في بالتيمور في الولايات المتحدة.

## وصلات خارجية
- جيف نيلسون على موقع دوري كرة القاعدة الرئيسي (الإنجليزية)
- جيف نيلسون على موقعبيزبول رفرنس.كوم (الدوري الرئيسي) (الإنجليزية)
- جيف نيلسون على موقعبيزبول رفرنس.كوم (الدوري الثانوي) (الإنجليزية)
- جيف نيلسون على موقع إي إس بي إن.كوم (أم.أل.بي) (الإنجليزية)
- جيف نيلسون على موقع مشجعي الرسوم البيانية (الإنجليزية)